# Tout ça ne vaut pas l'amour
Tout ça ne vaut pas l'amour és una pel·lícula de comèdia dramàtica francesa del 1931 dirigida per Jacques Tourneur i protagonitzada per Marcel Lévesque, Jean Gabin en el seu primer paper important, i Josseline Gaël. Va ser rodada als Estudis de Joinville de Pathé a París. Els decorats de la pel·lícula van ser dissenyats pel director d'art Lucien Aguetand.

## Argument
El farmacèutic Jules Renaudin, un vell que a la seva vida només té passió pels segells, acull una jove embarassada que dona a llum un nen mort. Renaudin s'aferra a Claire, a qui li agradaria fer feliç, però ella s'enamora de Jean Cordier, un distribuïdor d'aparells T.S.F, la botiga del qual està al costat de la farmàcia. Renaudin pateix i s'esvaeix. Jean i Claire es casen. El farmacèutic es consolarà amb els seus segells.

## Repartiment
- Marcel Lévesque com a Jules Renaudin
- Jean Gabin com a Jean Cordier
- Josseline Gaël com a Claire
- Mady Berry com a Madame Cordier
- Jane Loury com a Léonie
- Delphine Abdala com a Madame Triron
- Anthony Gildès com El sastre
- Léon Larive com a client de la farmàcia
- Gilberte Savary com a La nena